# Estrid av obotriterna
Estrid (eller Astrid) av obotriterna, född cirka 979, död cirka 1035, var dotter till en obotritisk hövding, gift med Olof Skötkonung och drottning av Sverige cirka 1000–1022. Med Olof fick hon sonen Anund Jakob, som efterträdde fadern som kung av Sverige, och dottern Ingegerd, som blev gift med Jaroslav I av Kiev.
Enligt traditionen ska Estrid ha förts till Sverige efter ett krig hos obotriterna, men Olof hade redan en älskarinna vid namn Edla från deras område, med vilken han hade sonen Emund den gamle, som sedermera efterträdde Anund som kung av Sverige. År 1008 blev Estrid döpt tillsammans med Olof och deras barn.
Snorre Sturlasson skriver att ”drottning Estrid var högmodig och icke vänlig mot sina styvbarn (Emund, Astrid och Holmfrid), varför konungen sände sin son Emund till Vendland, där han uppfostrades hos sina mödernefränder”. Han nämner henne som förtjust i pompa och högtidligheter och som hård mot sina tjänare.